# لیگ برتر فوتبال زنان سوئد
لیگ برتر فوتبال زنان سوئد یا دامالسونسکان بالاترین سطح لیگ فوتبال زنان در کشور سوئد است که مشابه لیگ مردان این کشور آلن سونسکان است. این لیگ شامل ۱۲ تیم می‌شود. از سال ۲۰۱۳ دامالسونسکان به‌طور سقوط به دسته پایین‌تر و صعود از لیگ دسته یک زنان سوئد تبدیل شد. اولین لیگ قهرمانان ملی زنان سوئد در سال ۱۹۷۳ برگزار شد.از زمان شروع آن ستارگان جهانی از فوتبال زنان همچون مارتا ،دنیلا، نادین آنگرر، لیزا د وانا، هوپ سولو و هانا لیونبرگ در آن بازی کرده‌اند.
سه تیم اول لیگ برتر زنان سوئد به لیگ قهرمانان زنان اروپا صعود خواهند کرد.